# Шандор Сатмарі
Шандор Сатмарі (угор. Szathmári Sándor 19 червня 1897 року, Дьюла — 16 липня 1974 року) — угорський письменник, інженер-механік, есперантист, літературний діяч мови есперанто.

## Біографія
Сатмарі народився в угорському місті Дюла . Його батько, якого також звали Шандор, вивчав право, грав на скрипці і малював. Його дід був теслею. Свого часу він пожертвував 100 форинтів для заснування музичної школи. Його мати походила з родини аптекаря, який жив в місті Сегхалом. Вона була єдиною дочкою в родині, народила 11 дітей, з яких тільки сім дожили до повноліття.
Оскільки батько Шандора був чиновником в Австро-Угорської імперії, сім'я часто переїжджала. Вони жили в містах: Дюла, Сомбатгей, Долни Кубін, Сфинту-Георге, Лугож.
Молодий Шандор ріс хворобливим хлопчиком, не любив фізкультуру, особливо боротьбу, часто хворів на ангіну, а також такими хворобами як висипний тиф, кір, вітряна віспа, коклюш, дифтерія, синусит.
Після смерті своїх двох старших братів Шандор став старшим у сім'ї і йому часто доводилося піклуватися про молодших. Навчаючись у школі, він мав успіх в таких науках як фізика і хімія, любив експериментувати і мріяв стати інженером. У 1915 році він закінчив школу і вступив до технічного університету Будапешта (Угорщина) на факультет машинобудування. Під час навчання в роки війни у нього ніколи не було достатньо грошей і він був постійно голодний.
Брати і сестри Сатмарі не мали можливості вчитися в коледжі чи університеті, тому Шандору часто доводилося переривати навчання, щоб допомагати своїй сім'ї. Працювати він почав в 1920 році техніком на мармуровій шахті. Навесні 1921 він повернувся в Будапешт, щоб закінчити навчання і через п'ять років він завершив навчання. У 1923 році він працював в Дюлі офісним працівником і жив у родичів. У липні 1923 помер його батько. У 1924 році Шандор влаштувався на роботу на завод залізничної техніки. З 1924 по 1957 рік працював інженером в угорському Міністерстві важкої промисловості і проектних бюро.
За своє життя Шандор Сатмарі багато працював в колективах з представниками інших народів — словаків, румунів, німців і часто мав проблеми зі спілкуванням. На його думку, універсальна мова спілкування міг би вирішити ці проблеми. Так поступово він приходив до мови есперанто.
У книжковому магазині в Лугожі він якось вгледів граматику есперанто і купив її. Вивчати ж граматику він почав в 1919 році. У 1935 роки він став спікером мови, брав участь в роботі мовних курсів в Будапешті. Помер в Будапешті в 1974 році.

### Робота в есперанто
З міжнародним рухом есперанто Шандор познайомився в 1958 році, після появи його роману Kazohinia, написаному на есперанто. Його перша стаття на есперанто з'явилася в 1934 році в журналі Sennaciulo. З 1937 по 1942 роки він був президентом угорського суспільства любителів есперанто.
Сатмарі на мові есперанто написав розповіді Maŝinmondo (1964), Tréfán kívül, перевів на угорську мову роман на есперанто Kredu хв, sinjorino!, Перевів на есперанто угорську дитячу книгу Cxu ankau на VI scias? (Ти теж знаєш?).
Оповідання "Лірика" українською мовою переклала Надія Гордієнко-Андріанова (Всесвіт, 1976:8); оповідання "Мухи" - Віктор Паюк (газета "Час і події", Чикаго, 2005:14).

## Перелік робіт

### Мовою есперанто
- Vojago al Kazohinio (SAT, 1958)
- Masinmondo kaj aliaj noveloj (1964) (Світ машин і інші оповідання)
- Kain kaj Abel (eld. 1977) (Каїн і Авель)
- Perfekta civitano (La Laguna, 1964) (1988)
- Satirical stories:

- Perfekta civitano (1956)
- Pythagoras (1957?)
- Logos (1961)
- La fluidumo de la ciovido (1962)
- Honorigo (1963)
- Liriko (1964)
- Genezo (1965)
- Enciclopeditis (1966)
- Budapesta ekzameno (1968)
- Kain kaj Abel (1968)
- Tria prego de Pygmalion (1969)
- La falsa auguro (1970)
- La guarbo (1970)
- Kuracistaj historioj (1972)
- La barbaro (1972)
- Superstico (1972?)

### Угорською мовою
- M. Fehér asszony, fekete férfi (Budapest, 1936)
- Halálsikoly az áradatban (Budapest, 1937)
- Kazohinia (Budapest, 1941)
- Gépvilág és más fantasztikus történetek (Budapest, 1972)
- Hiába (Budapest, 1991)